# Наблюдатели (Marvel Comics)
Наблюдатели (англ. Watchers) — раса инопланетян, появляющихся в комиксах издательства Marvel Comics. Созданный Стэном Ли и Джеком Кирби, первый известный Наблюдатель, Уату, дебютировал в Fantastic Four #13 (апрель 1963).
В Кинематографической вселенной Marvel наблюдатели впервые появились в фильме «Стражи Галактики. Часть 2» (2017); Уату (озвучивает Джеффри Райт) сыграл главную роль в мультсериале Disney+ «Что если…?».

## Описание
Наблюдатели, будучи одной из древнейших рас, занимаются сбором информации со всех просторов вселенной, наблюдая за развитием различных инопланетных существ. Политику невмешательства они приняли после неудачной попытки ускорить эволюцию на планете Проциликус. Когда Наблюдатели вернулись на Проциликус, они обнаружили, что проциликусианцы использовали эти знания, чтобы развязать атомную войну против других планет. Наблюдатели винили себя за произошедшую катастрофу и поклялись более не вмешиваться в дела других рас.
Несмотря на это, Наблюдатель Уату явил себя супергеройской команде Фантастической четвёрке, а также рассказал ей о своей расе. При первом появлении он заставил их сражаться с Красным призраком и его супер обезьянами за контроль над Луной. Уату высоко оценил способности Рида Ричардса и заявил, что продолжит наблюдать за человечеством из более отдалённой части Галактики. Впоследствии он помог команде предотвратить другие глобальные угрозы, исходящие от Молекулярного человека, Галактуса и Сверхразума. Вскоре Лидер узнал о его существовании и выявил его местоположение. Он переместил туда Халка, чтобы получить Абсолютную машину, содержащую всю информацию о вселенной. Халк вступил в бой с Амфибией, также посланного на захват устройства. Наблюдатель телепортировал их подальше от своей машины, а после того как Халк выиграл сражение, вернул Амфибию на его родную планету. Затем он переместил Халка на свою базу, где тот забрал машину, несмотря на предупреждения Наблюдателя. Лидер вернул его обратно и попытался использовать устройство, однако большое количество энергии оказалось неподвластно ему, и он упал на землю. Халк предположил, что его заклятый враг умер от шока. Затем он попытался лично использовать устройство, но остановился, услышав голос своего друга Рика Джонса, после чего Уату забрал устройство обратно. После грубого вмешательства в миссию солдата Крии Мар-Велла, Уату был обвинён в суде его собственной расой, но избежал наказания под условием, что больше никогда не будет вмешиваться в дела других народов.
Позднее Уату был изгнан своей расой за пособничество Фантастической четвёрке в противостоянии с Наблюдателем-изгоем Ароном, который пытался уничтожить вселенную. Спящий Целестиал затем просканировал Уату и выяснил, что тот нарушил договор о невмешательстве более 400 раз. Кроме того, Целестиалы выявили, что Наблюдатели, как и они сами, являются частью концепции под названием Фулкрум, с очевидными последствиями за вмешательство. Несмотря на это, другие Наблюдатели продолжали вмешиваться в дела других цивилизаций, хотя и крайне редко, в частности когда робот Омегакс, ознаменовавший конец всего сущего, достиг Млечного Пути, что Наблюдатели сочли за повод для личного противостояния с ним.
Также существует ироничная фракция, отделившаяся от Наблюдателей, которая называет себя Критиками. Они не только наблюдают за событиями, но и дают критику там, где она имеет место. Единственный известный Критик похож на остальных Наблюдателей, но носит усы, бородку, тёмные очки и вместо тоги носит твидовый спортивный пиджак.
Когда Нова ненадолго посетил Уату и узрел различные альтернативные реальности, он узнал, что отец Уату был тем Наблюдателем, который дал Проциликусу ядерное оружие, после чего Уату начал исследовать параллельные миры, в надежде найти тот, где действия его отца не привели к катастрофе.

## Силы и способности
Наблюдатели представлены как космические сущности, обладающие врождённой способностью достижения практически любого желаемого эффекта, включая увеличение персональных качеств: манипуляция временем и пространством, манипуляция на молекулярном уровне, проекция энергии, а также психические силы. Кроме того, они имеют доступ к высокоразвитым технологиям.

## Вне комиксов

### Кино
- Наблюдатели появляются в качестве камео в фильме «Стражи Галактики. Часть 2», вместе со своим создателем Стэном Ли.

### Телевидение
Раса Наблюдателей появляется в мультсериалах «Фантастическая четвёрка», «Серебряный Сёрфер», «Халк и агенты У.Д.А.Р.», «Мстители, общий сбор!», «Что, если…?»

### Видеоигры
- Наблюдатели упоминаются в игре «Marvel: Ultimate Alliance». Если игрок спросит Уату о Наблюдателях, он расскажет историю своей расы и их попытку ускорить эволюцию на Проциликусе.